# Luchtvaart in 2024
Deze pagina gaat over het luchtvaartjaar 2024.

## Gebeurtenissen

### Januari
1 januari
- André Hissink, de laatste nog levende vlieger van het 320 Dutch Squadron van de Britse Royal Air Force, overlijdt.[1][2]

2 januari
- Een Airbus A350-900 van Japan Airlines botst bij het landen op Tokyo International Airport op een De Havilland Canada DHC-8 van de Japanse kustwacht die vertrekt om hulp te verlenen aan de slachtoffers van de aardbeving in de prefectuur Ishikawa die een dag eerder plaatsvond. Alle 379 inzittenden kunnen het lijntoestel levend verlaten. Het toestel van de kustwacht heeft zes inzittenden, waarvan er vijf sterven en er één zwaargewond raakt.[3][4][5][6]

4 januari
- Alle vier de inzittenden van een Bellanca 17-30A Super Viking, inclusief de piloot en de Duitse acteur Christian Oliver, komen om als het toestel neerstort in de Caraïbische Zee. Het is onderweg van J. F. Mitchell Airport op het eiland Bequia in Saint Vincent en de Grenadines naar Saint Lucia wanneer in het vliegtuig motorproblemen optreden.[7][8][9]

5 januari
- Alaska Airlines-vlucht 1282 onderweg naar Ontario keert na ongeveer 35 minuten terug naar Portland International Airport nadat de Boeing 737 MAX 9 een deel van de romp verliest. Niemand raakt gewond. In de nasleep worden alle vliegtuigen in de Verenigde Staten van het type aan de grond gehouden door de Amerikaanse luchtvaartautoriteit Federal Aviation Administration.[10][11][12]

24 januari
- Een Russische Ilyushin Il-76M crasht in de regio Belgorod. In het toestel zitten 65 Oekraïense krijgsgevangenen en 9 anderen. Alle 74 inzittenden komen om.[13][14]

28 januari
- Een klein vliegtuigje stort neer op een geparkeerde auto op de N62 vlak bij het vliegveld van Spa in de Belgische provincie Luik. Beide inzittenden van het vliegtuig komen om het leven.[15]
- Een zweefvliegtuig stort tijdens het opstijgen van de startbaan van vliegveld Weelde neer van enkele meters hoogte. Beide inzittenden raken gewond.[16]

### Februari
5 februari
- De Vereniging Nederlandse Verkeersvliegers voert actie tegen het ontwikkelen van cockpits voor één piloot.[17]

6 februari
- Sebastián Piñera, oud-president van Chili, overlijdt als zijn privéhelikopter die hij bestuurt neerstort bij Lago Ranco. De andere drie inzittenden overleven het ongeluk.[18]

7 februari
- In de nacht van 6 februari op 7 februari stort een Sikorsky CH-53E van de United States Marine Corps neer. De helikopter is onderweg van Creech Air Force Base bij Las Vegas naar Marine Corps Air Station Miramar bij San Diego. Alle vijf inzittende komen om het leven bij de crash in Pine Valley in de Cuyamaca Mountains.[19][20][21]

9 februari
- Een Bombardier Challenger 600 onderweg van Ohio State University Airport naar Naples Airport in Florida meldt voor het landen dat beide motoren het niet doen en stort neer op de Interstate 75. Van de vijf mensen in het vliegtuig komen de piloten om het leven. Eén bestuurder van een auto raakt lichtgewond.[22][23]

18 februari
- Air Serbia-vlucht 324 maakt een noodlanding nadat de Embraer 195 lichten raakt op Luchthaven Belgrado Nikola Tesla. Dit gebeurde na het opstijgen op dezelfde luchthaven. Er ontstond een gat in de romp van het toestel. De 111 inzittenden bleven ongedeerd.[24][25]

### Maart
5 maart
- Een Dash 8-300 van Safarilink Aviation stijgt op vanaf Luchthaven Wilson, Kenia. Tijdens de vlucht raakt het toestel een Cessna 172 van een lokale vliegschool. Het toestel kan veilig terugkeren naar Nairobi, maar de Cessna stort neer in Nairobi National Park. De twee inzittenden komen om het leven.[26][27]

10 maart
- Een Boeing 787-9 van LATAM Airlines Chile daalt plotseling snel in de vlucht. 50 van de 272 inzittenden raken gewond. Het toestel maakt een noodlanding op Auckland Airport.[28][29]

12 maart
- Een Ilyushin Il-76 van de Russische luchtmacht crasht bij Belgorod na een brand in de motor. De vijftien bemanningsleden komen om het leven.[30][31]

### April
13 april
- Irak, Israël, Jordanië, Koeweit, Libanon en Syrië sluiten hun luchtruim als reactie op de Iraanse luchtaanvallen op Israël.[32][33][34]

23 april
- Twee helikopters van de Maleisische marine vliegen tegen elkaar aan tijdens het oefenen voor een formatievlucht. De 10 inzittenden van de Leonardo AW139 en Eurocopter Fennec overleven de crashes niet.[35]

### Mei
19 mei
- De Iraanse president Ebrahim Raisi komt samen met alle andere inzittenden om bij een helikoptercrash. In de Bell 212 zitten onder andere ook de minister van Buitenlandse Zaken Hossein Amir-Abdollahian en de gouverneur van Oost-Azerbeidzjan Malek Rahmati.[36][37]

21 mei
- Een Boeing 777-300ER van Singapore Airlines krijgt te maken met hevige turbulentie. De vlucht van Singapore naar Londen wijkt uit naar de luchthaven van Bangkok. Eén persoon komt om het leven, 104 anderen raken gewond.[38][39]

### Juni
9 juni
- Een Airbus A320 van Austrian Airlines raakt zwaar beschadigd na turbulentie en een hagelbui. De piloten weten het toestel veilig te landen in Wenen.[40]

18 juni
- Het Curaçaose Jetair Caribbean wordt failliet verklaard.[41][42]

19 juni
- In Ederveen crasht een sportvliegtuigje. Eén van de twee inzittenden raakt zwaargewond.[43][44]

26 juni

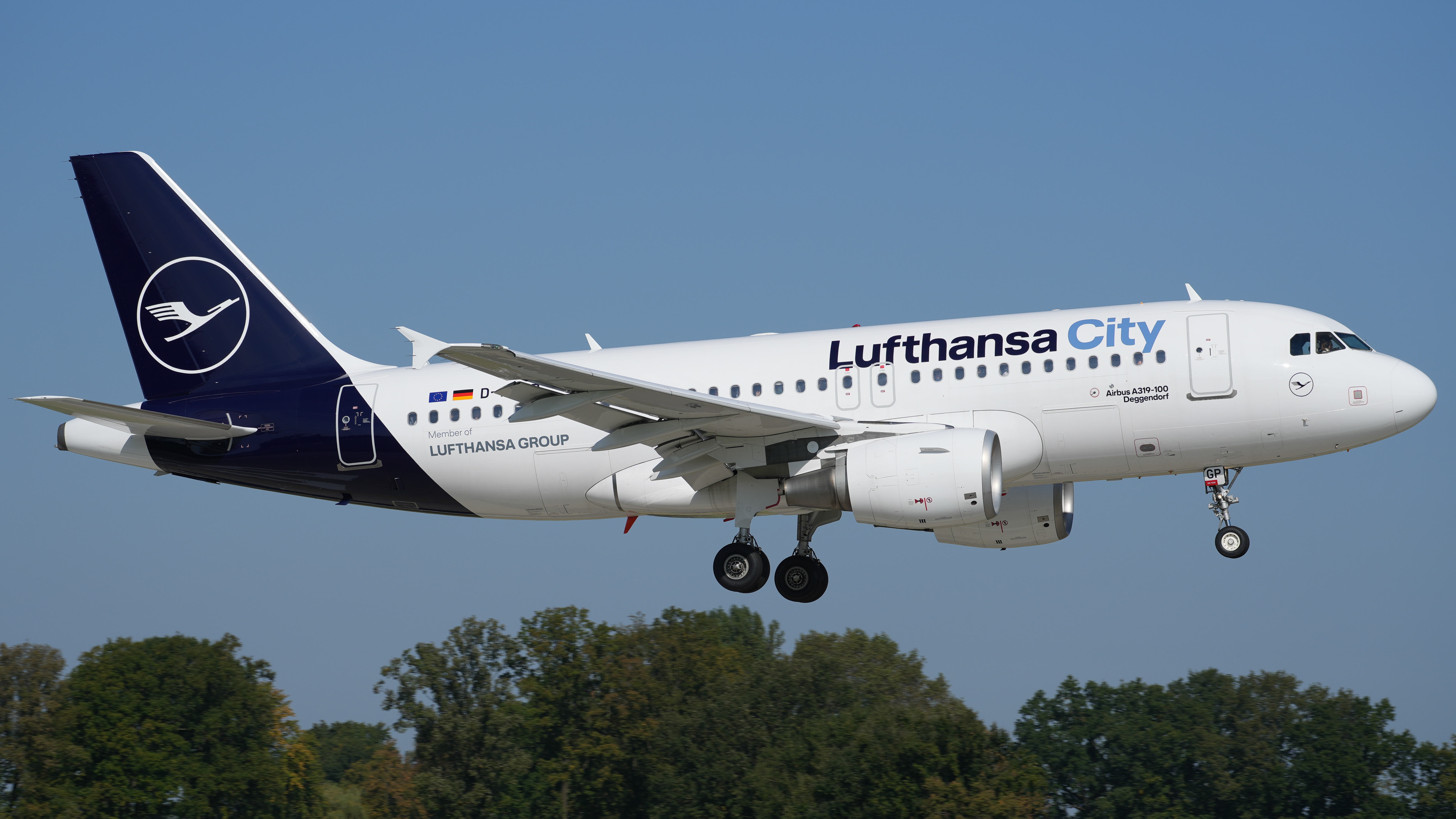
Een Airbus A319-100 van Lufthansa City Airlines

- Lufthansa City Airlines gaat als nieuwe dochteronderneming van de Lufthansa Group van start.[45][46]

### Juli
1 juli
- Een Boeing 787-9 van Air Europa krijgt te maken met hevige turbulentie. Dertig passagiers raken gewond. Het toestel wijkt uit naar Natal waar de gewonden worden behandeld.[47][48]

19 juli
- Het CrowdStrike-incident heeft grote impact op de wereldwijde luchtvaart. Duizenden vluchten worden gecanceld of lopen vertraging op.[49][50]

22-26 juli
- De Farnborough Airshow wordt gehouden.[51][52]

24 juli
- Een Bombardier CRJ-200ER van Saurya Airlines crasht vlak na het opstijgen vanaf de luchthaven van Kathmandu tijdens een testvlucht naar Pokhara. De piloot is de enige overlevende, achttien inzittenden komen om het leven.[53][54]

31 juli
- Op de A58 stort een vliegtuigje neer van Vliegschool Breda. De piloot is de enige inzittende en komt om het leven.[55][56]

### Augustus
9 augustus
- Voepass Linhas Aéreas-vlucht 2283, uitgevoerd door een ATR 72-500 van Voepass Linhas Aéreas, verongelukt bij  São Paulo, Brazilië. 58 passagiers en 4 bemanningsleden komen om het leven.[57]

31 augustus
- Een Mil Mi-8 van Vitzay-Aero stort neer tijdens een rondvlucht bij een vulkaan op het schiereiland Kamtsjatka. De 22 inzittenden komen om het leven.[58][59]

### September
1 september
- Scandinavian Airlines verlaat na 27 jaar de Star Alliance en wordt lid van SkyTeam.[60][61]

7 september
- Op één dag tijd vinden er twee ongevallen plaats in de Duitse deelstaat Noordrijn-Westfalen en een in Hessen. In Soest stort een klein vliegtuigje neer in een veld waarbij twee doden vallen. In Gütersloh-Spexard stort een propellervliegtuigje neer waarbij de piloot om het leven komt. Daarnaast is er een derde ongeluk waarbij twee lichtgewonden vallen nabij het Vliegveld van Korbach.[62]

16 september
- Een sportvliegtuig van het stuntteam van het Jordaanse leger (Royal Jordanian Falcons) maakt een noodlanding in de Belgische deelgemeente Bleid. Twee inzittenden worden zwaargewond naar het ziekenhuis gebracht.[63]

### Oktober
3 oktober
- Bij de start van vlucht FR8826 van Ryanair vliegt een motor in brand op de Luchthaven van Brindisi. Alle 184 passagiers en bemanningsleden kunnen worden geëvacueerd zonder gewonden.[64][65]

26 oktober

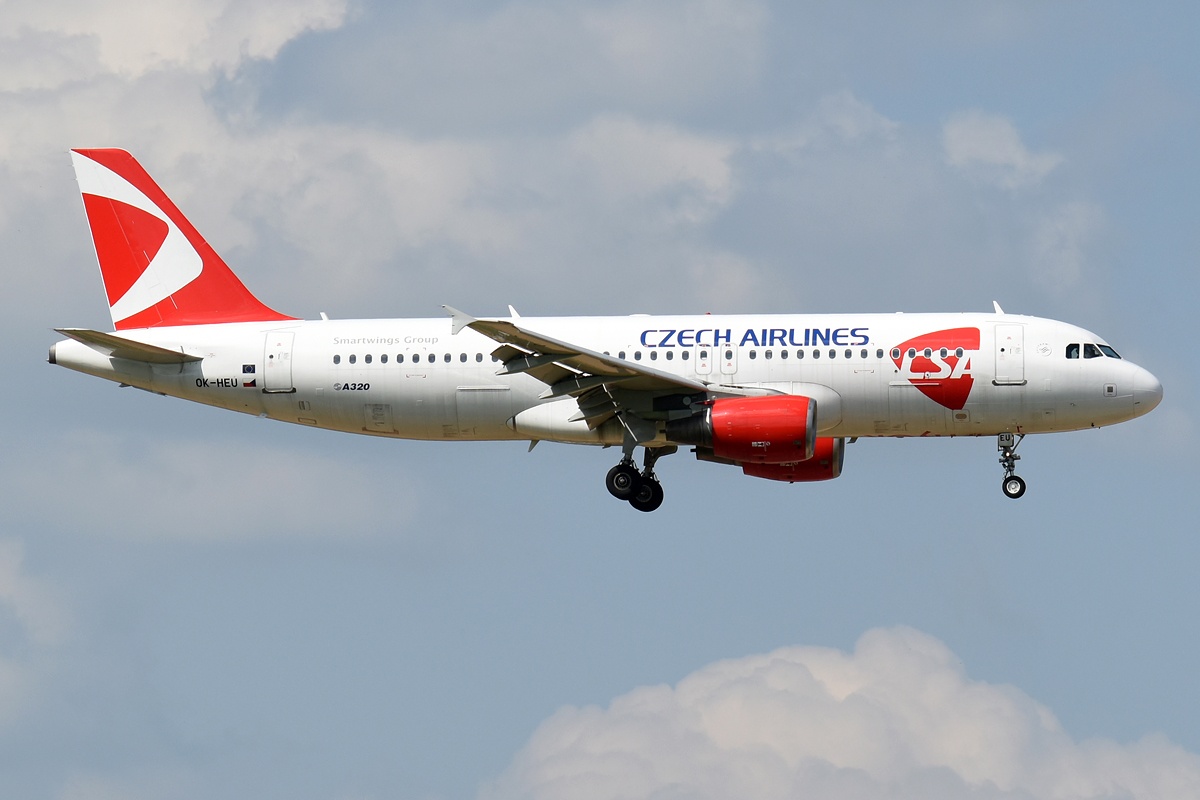
Een Airbus A320-200 van Czech Airlines

- Czech Airlines draagt na bijna 101 jaar haar vluchten over aan Smartwings en gaat als enkel een merk door. Hiermee komt een einde aan de op vier na oudste maatschappij ter wereld.[66][67]

### November
12 november
- Vistara fuseert met Air India en houdt op te bestaan.[68]

14 november
- Iberia voert de eerste langeafstandsvlucht uit met de Airbus A321XLR van Madrid naar Boston.[69]

16 november
- Een vliegtuig van Wizz Air maakt een noodlanding in Stockholm nadat er rook zich verspreidt in het toestel tijdens een vlucht onderweg van Gdańsk naar Tromsø.[70][71]

24 november
- Een Soechoj Superjet 100 van Azimuth vliegt in brand na de landing op Luchthaven Antalya.[72] De 95 inzittenden konden allemaal veilig worden geëvacueerd.[73]

25 november
- Swiftair-vlucht 5960 stort neer tijdens de nadering op Luchthaven Vilnius.[74] Een piloot komt om het leven, drie anderen overleven de crash.[75]

29 november
- Pakistan International Airlines wordt van de zwarte lijst gehaald en mag na vier jaar weer naar Europa vliegen. De maatschappij kwam op de lijst na Pakistan International Airlines-vlucht 8303.[76] Ook Airblue mag weer vrij vliegen.[77]

### December
20 december
- Turkish Airlines komt in het Guinness Book of Records met de meeste aangevlogen landen.[78] Met een nieuwe route naar Santiago, Chili komt het aantal op 131 landen, waarvan 120 actief.[79]

25 december
- Azerbaijan Airlines-vlucht 8243 van Azerbaijan Airlines stort neer in Kazachstan bij een noodlanding nadat het per ongeluk door een Russische raket is beschoten, 38 mensen komen om het leven, 29 mensen overleven de ramp.[80]
- In Suriname stort een vliegtuigje dat drugs vervoert neer in het Stondansi-gebied. De politie vindt twee lichamen en honderdzeventig pakken cocaïne.[81]

28 december
- KLM-vlucht KL1204 onderweg van luchthaven Oslo Gardermoen naar Schiphol maakt een noodlanding op de Noorse luchthaven Sandefjord Torp nadat de piloten bij het opstijgen een luid geluid horen. De Boeing 737-800 rijdt na de landing van de baan en komt in het gras tot stilstand.[82][83]

29 december
- Jeju Air-vlucht 2216 schuift in Muan, Zuid-Korea aan het einde van de landingsbaan van de baan en botst op een wal. Hierdoor vliegt het toestel in brand en explodeert het.[84] 179 van de 181 inzittenden komen om het leven. Twee bemanningsleden worden gewond uit de staart van het toestel gehaald.[85][86] Het is het dodelijkste vliegtuigongeluk ooit in Zuid-Korea en het dodelijkste luchtvaartongeluk in 2024.[87]